# Teinoptila bolidias
Teinoptila bolidias là một loài bướm đêm thuộc họ Yponomeutidae. Loài này có ở Trung Quốc (Cam Túc, Hồ Bắc, Hồ Nam, Thiểm Tây, Vân Nam, Chiết Giang) và Thái Lan.
Sải cánh dài 21–27 mm